# ぽんぽこちゃん
ぽんぽこちゃんは、滋賀県甲賀市にある信楽町観光協会のマスコットキャラクター。

## 概要
2010年4月18日に信楽町をアピールするために信楽町観光協会のマスコットキャラクターとして発表された。
お腹に「楽」と書かれた狸の形をしていて、小さなしっぽを持つ。「楽」は信楽の「楽」とみんなが「楽しく」過ごせることを願ってつけられた。
誕生日は2010年4月18日で、福を招くという信楽焼の八相縁起にちなんで「ヨイハチ」の日に生まれた。
性別は女の子で、趣味は縁起を振りまいて歩くこと、性格はいつも笑顔で人懐っこくちょっとイタズラっこ、好きなものは朝宮茶でできたアイスやお菓子。
信楽焼振興協議会のキャラクター「匠ポン山」の姪である。